# Języczka syberyjska
Języczka syberyjska (Ligularia sibirica (L.) Cass.) – gatunek rośliny z rodziny astrowatych.

## Rozmieszczenie geograficzne
Występuje na obszarach górskich w strefie umiarkowanej Europy i Azji oraz w strefie subpolarnej w Azji na obszarze od Francji po Rosyjski Daleki Wschód. Na południu granica zasięgu sięga po Półwysep Bałkański, Azję Mniejszą i Kaukaz, Kazachstan, północne Chiny, poza tym gatunek występuje na izolowanym obszarze w zachodnich Himalajach. 
W Polsce jest gatunkiem krytycznie zagrożonym, ginącym i obecnie występuje na 6 tylko stanowiskach; w ostoi siedliskowej Suchy Młyn koło Szczekocin, w Pakosławiu koło Iłży, w okolicach Buska-Zdroju, na Lubelszczyźnie w rezerwacie Sobowice koło Zawadówki, w rezerwacie przyrody Bagno Serebryskie i na Polanie Biały Potok w Rowie Kościeliskim (jest to jedyne stanowisko tego gatunku w polskich Karpatach).

## Morfologia

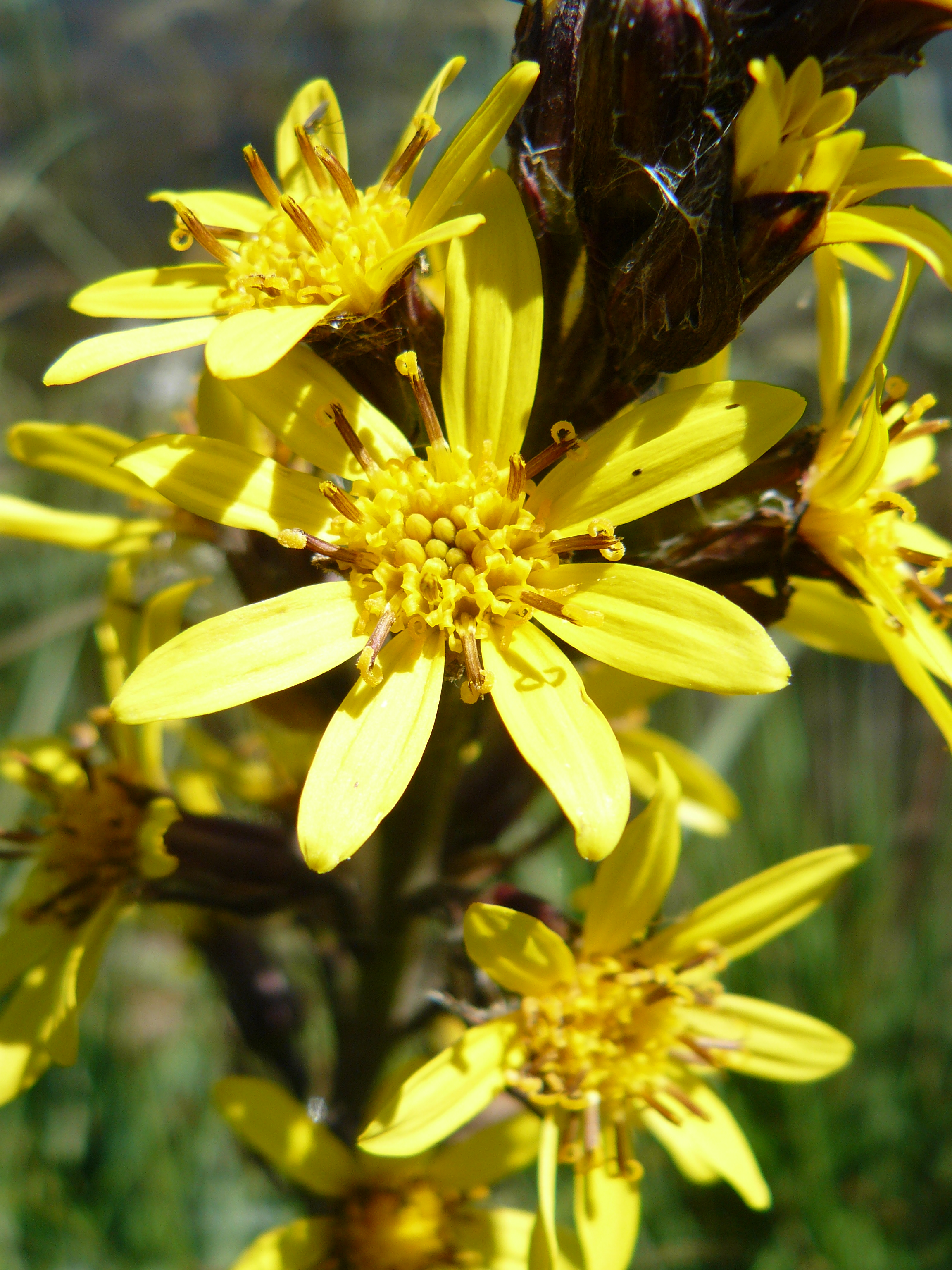
Koszyczki

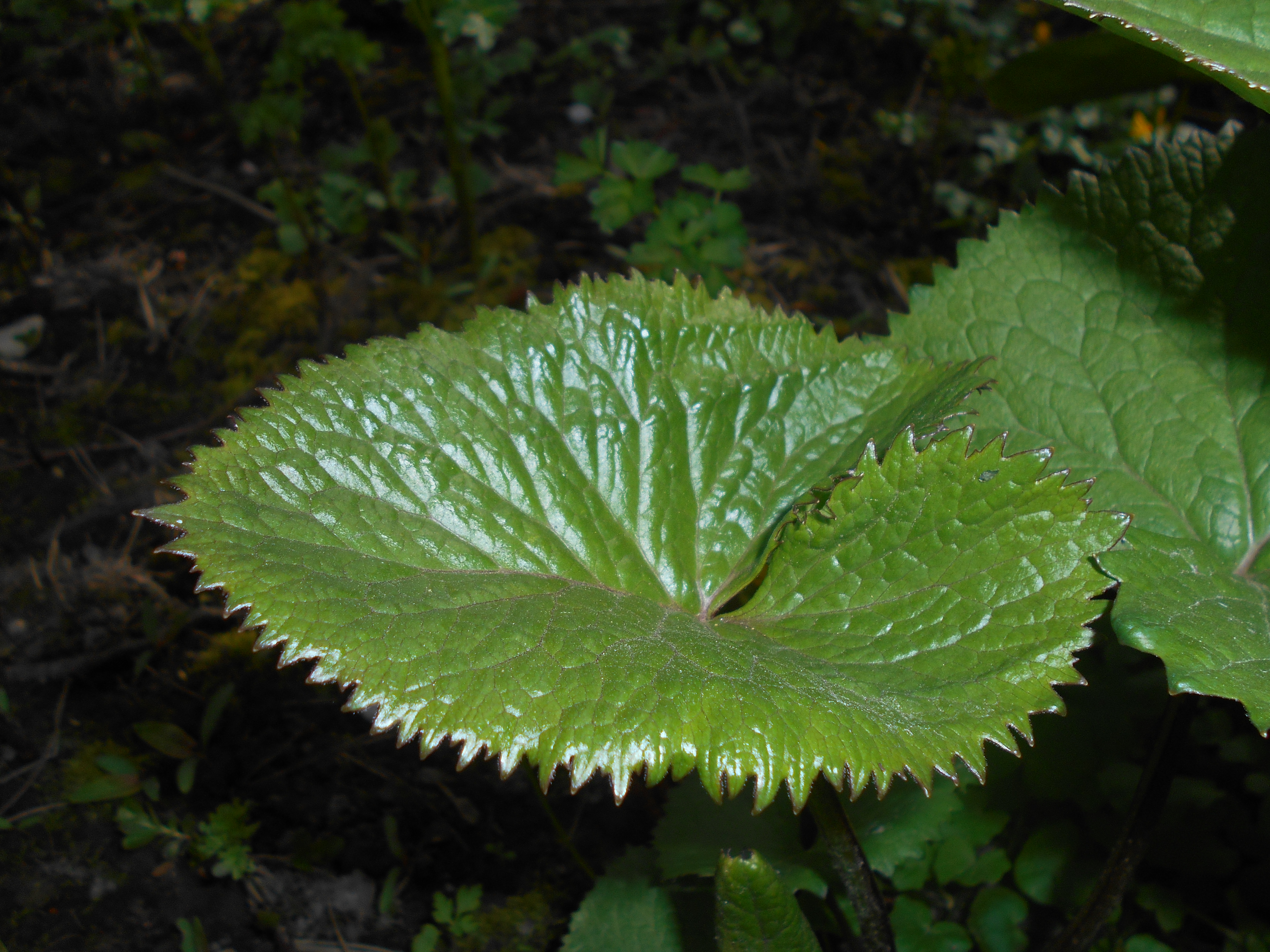
Liść

PokrójCała roślina jest naga lub rzadko tylko owłosiona, osiąga wysokość 50–150 cm. Tworzy kępy.
ŁodygaPod ziemią grube kłącze wytwarzające liczne, ale krótkie korzenie przybyszowe. Wyrastają z niego tęgie, prosto wzniesione łodygi, o barwie czerwonobrunatnej.
LiścieUlistnienie skrętoległe. Dolne liście łodygowe duże, długoogonkowe, ogonki oskrzydlone w dole i pochwiasto obejmujące łodygę, blaszki o sercowatym kształcie, ostro ząbkowane, górne są coraz mniejsze, także swoimi szeroko oskrzydlonymi ogonkami obejmują łodygę, najwyższe liście są najmniejsze i siedzące. Wszystkie są ciemnozielone, lekko połyskujące.
KwiatyŻółte kwiaty zebrane w koszyczki o średnicy  2–4 cm. Koszyczków tych na jednej roślinie jest do 30. Składają się z kwiatów rurkowatych (wewnątrz) i kwiatów języczkowatych (na zewnątrz, długości ok. 15 mm). Kwiaty rurkowe są obupłciowe. Kwiatów języczkowych jest 8. Okrywa koszyczka składa się z 8 żółtopomarańczowych łusek.
OwoceNagie niełupki o długości ok. 4 mm z szarożółtym puchem kielichowym długości ok. 8 mm.

## Biologia i ekologia
Bylina, hemikryptofit. Kwitnie w lipcu i sierpniu. Nasiona rozsiewane są przez wiatr jesienią i zimą. Siedlisko: torfowiska, podmokłe olszyny, źródliska, brzegi górskich potoków. Liczba chromosomów 2n= 60.

## Systematyka
Gatunek jest typowym dla rodzaju.
W obrębie gatunku wyróżnia się cztery podgatunki:
- Ligularia sibirica subsp. abakanica (Pojark.) E.Wiebe – Ałtaj i środkowa Syberia
- Ligularia sibirica subsp. arctica (Pojark.) V.G.Sergienko – północ europejskiej części Federacji Rosyjskiej oraz Syberii Zachodniej
- Ligularia sibirica subsp. lydiae (Minderova) Tzvelev – północ i zachód europejskiej części Federacji Rosyjskiej oraz kraje bałtyckie
- Ligularia sibirica subsp. sibirica – cały zasięg gatunku

## Zagrożenia i ochrona
Roślina objęta w Polsce ścisłą ochroną gatunkową. Objęta jest także konwencją berneńską i dyrektywą siedliskową. 
Kategorie zagrożenia:
- Kategoria zagrożenia w Polsce według Czerwonej listy roślin i grzybów Polski (2006)[10]: E (wymierający); 2016: EN (zagrożony)[11].
- Kategoria zagrożenia w Polsce według Polskiej czerwonej księgi roślin (2001): CR (critical, krytycznie zagrożony); 2014: EN (zagrożony)[12].
- Według klasyfikacji Międzynarodowej Unii Ochrony Przyrody gatunek krytycznie zagrożony w Karpatach polskich (Kategoria CR).

W Polsce największa jego populacja w Pakosławiu w 2006 r. liczyła ponad 1000 kwitnących osobników. Głównym czynnikiem zagrożenia dla gatunku jest zmiana stosunków wodnych. Zagraża mu także zarastanie i zacienianie w wyniku naturalnej sukcesji ekologicznej jego siedlisk przez olszyny. Niewielka populacja na polanie Biały Potok w Rowie Kościeliskim jest zagrożona przez wypas owiec – przegon i zgryzanie pędów. Zagraża jej także rozrastający się las.